# Remington Модель 7600
Remington Модель 7600 серія помпових гвинтівки під набій центрального запалення, яку розробила компанія Remington Arms. Модель 7600 є розвитком помпової гвинтівки Модель 760 яку компанія Remington випускала з 1952 по 1981 роки. Виробництво Моделі Шість було розпочато в 1981 році, а припинено в 1987 році. Виробництво спортивної Моделі 76 розпочалося в 1985 році, а припинено в 1987 році. Виробництво Моделі 7600 розпочалося в 1987 році і триває до тепер.

## Варіанти
Протягом років було випущено кілька варіантів Моделі 7600.
Модель 7600
Представлена в 1981 році, стандартна версія має звичайне дерев'яне ложе з горіху.
Модель 7600 Synthetic
Представлена в 1998 році, синтетична модель така сама, як стандартна Модель 7600 окрім чорного матового синтетичного ложа.
Модель 7600 Carbine
Представлена в 1987 році, версія карабіну представлена під набій .30-06 зі стволом довжиною 470 мм.
Модель 7600 Special Purpose
Продавалася з 1993 по 1994 роки, модель Special Purpose мала горіхове ложе з антивідблисковим покриттям, матовим чорним покриттям та антабками для ременю.
Модель 7600P Patrol Rifle
Представлена в 2002 році, Модель 7600P Patrol Rifle під набій .308 Win з покращеною прицільною системою. Гвинтівка була випущена через потребу в низькопрофільній патрульній гвинтівці, зараз компанія Remington пропонує цю міцну помпову гвинтівку для звичайного використання. Вона має чорне синтетичне ложе з антабками для ременю та мушкою ghost ring від Wilson Combat.
Модель 7615 Police Patrol Rifle
Модель 7615P випускають під набій .223 Remington. В ній використовують стандартні магазини STANAG M16/AR-15 і має ствол довжиною 16½ дюйми. Як і Модель 7600P, Модель 7615P має низький профіль призначена для офіцерів поліції і використовується разом з рушницею Remington Model 870.

## Особливості
ПрикладиМоделі 7600 та 7615 мають ствольні коробки такого самого розміру, що й рушниця Модель 870 20 калібру, а тому мають взаємозамінні приклади. Проте, приклади розроблені для дробовика Remington 870 12 калібру зазвичай не підходять.
СтволМоделі 7600 та 7615 мають вільний плаваючий ствол прикріплений до ствольної коробки з використанням 6,35 мм болтом для покращення точності (на відміну від Моделі 760 та Моделі 870 де стволи закріплені).
ЗатворЯк і більшість помпових гвинтівок Модель 7600 мала невелику основну екстракцію. Таким чином, для полегшення екстракції 7600 має конструкцію затвора з двома виступами, як поліпшення порівняно з затвором з кількома виступами на попередніх моделях, таких як 760.